# Rasmus Byriel Iversen
Rasmus Byriel Iversen (født 16. september 1997 i Marstrup) er en dansk tidligere cykelrytter. 
Han kørte for Lotto-Soudal i sæsonerne 2019 og 2020, hvor han i 2021 skiftede til Team Herning CK Elite. Han indstillede den aktive karriere efter DM i landevejscykling 2022, og ved siden af studiet til ejendomsmægler blev han sportsdirektør for Herning-holdet indtil 2023.

## Meritter
- 2018
  - Grand Prix de la ville de Pontedera
  - Cronometro di Città di Castello
  - Coppa Ardigò
  - Gran Premio Comune di Castellucchio
  - Trophée Learco Guerra
  - Mémorial Paolo Marcucci
  - Trophée de la ville de Conegliano
  - Gran Premio San Luigi
  - Coppa d'Inverno
  - 2. plads i Gran Premio della Possenta
  - 2. plads i Vicence-Bionde
  - 3. plads i Medaglia d'Oro Frare De Nardi